# Hydrellia otteliae
Hydrellia otteliae är en tvåvingeart som beskrevs av Seguy 1951. Hydrellia otteliae ingår i släktet Hydrellia och familjen vattenflugor.
Artens utbredningsområde är Madagaskar. Inga underarter finns listade i Catalogue of Life.